# Поньи
Поньи — населённый пункт в коммуне Чертальдо, в провинции Флоренция, Италия.
На сегодняшний день[когда?] от ранее существовавшего замка остались лишь руины башни.

## История
В Поньи найдены этрусские вазы, сохранившиеся в Палаццо Преторио в Чертальдо, что свидетельствует о том, что эта территория заселена ещё со времен этрусков.
Самые ранние известия о замке относятся к 1059 году: его значение возросло, когда им управляла семья графов Альберти, владевших другими замками в этом районе (Чертальдо, Кастельфьорентино, Лукардо, Вико д’Эльса (ит.) и с 1182 года Семифонте). Первым сеньором Поньи был Ридольфино ди Катиньяно ди Линари.
С 1181 года по распоряжению графов Альберти замок использовался в качестве базы для рабочих, строивших близлежащий Семифонте. С того момента судьба замка Поньи оказалась тесно связана с историей города Семифонте. Строительство последнего началось в 1181 году по приказу графов Альберти в попытке создать пояс замков с Фучеккьо, Монтегроссоли и Сан-Миниато вокруг Флоренции, чтобы сдержать ее экспансию в сельскую местность. Однако Флоренция выступила против строительства нового города. Вооруженное вмешательство последнего не заставило себя ждать: строительство Семифонта было на время прекращено, а жители Поньи обязались, подписав нотариальный документ от 4 марта 1182 года, не продолжать укрепление Семифонта или любого другого места в его окрестностях.
В 1184 году граф Альберто возобновил строительство Семифонте, и реакция Флоренции была гораздо более агрессивной: в дополнение к осаде Поньи, флорентийцы также заняли Марчаллу (ит.). В решающей битве при Мангоне граф Альберто даже попал в плен: чтобы освободиться, графу пришлось заплатить большой выкуп, снести башни замка Чертальдо, разрушить все, что было построено в Семифонте, и разрушить замок Поньи.
Замок Поньи был перестроен.
Последнее разрушение Поньи датируется 1312 годом и было совершено армией Генриха VII: впоследствии крепость была заброшена.